# 索尔祖瓦尔
索尔祖瓦尔（法語：Saulzoir，法語發音：[solzwaʁ]）是法国上法蘭西大區北部省的一个市镇，属于康布雷区。

## 地理
索尔祖瓦尔（50°14'27"N, 3°26'37"E）面积10.1 平方千米，位于法国上法蘭西大區北部省，该省份为法国最北部的省份及最长的省份，西北濒北海，西接加来海峡省，南至埃纳省和索姆省，东与比利时接壤。
与索尔祖瓦尔接壤的市镇（或旧市镇、城区）包括：韦尔尚莫格雷、欧西、蒙特雷库尔、阿斯普尔、圣欧贝尔、维莱昂科希。

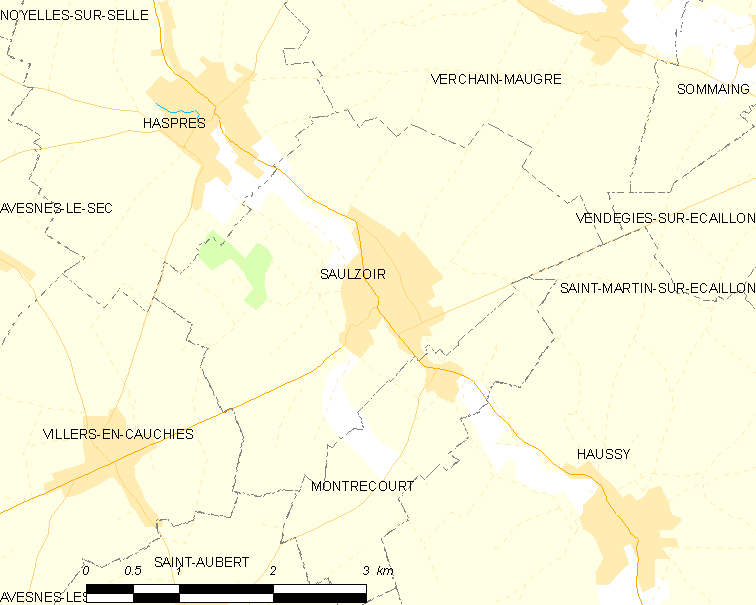
索尔祖瓦尔的OSM定位图

索尔祖瓦尔的时区为UTC+01:00、UTC+02:00（夏令时）。

## 行政
索尔祖瓦尔的邮政编码为59227，INSEE市镇编码为59558。

## 政治
索尔祖瓦尔所属的省级选区为科德里县。

## 人口

1962-2008年间索尔祖瓦尔人口变化图示

索尔祖瓦尔于2022年1月1日时的人口数量为1685人。